# Torrisdale (hrad)
Hrad Torrisdale je historická rezidence s výhledem na Torrisdale Bay, Argyll, jižně od Carradale, v Kintyre, ve Skotsku. Hrad se nachází na okraji vesnice Torrisdale.
Zámek byl postaven v roce 1815 generálem Keith Macalisterem z Loup a Torrisdale. Autorem návrhu budovy byl architekt James Gillespie Graham, zámek sestává ze dvou podlaží a suterénu. K dalšímu rozšíření došlo v roce 1900.
V panství sídlí rodina Macalister Hall, která vlastní Torrisdale od roku 1890. Je zde k dispozici i ubytování pro turisty. V areálu se také provozuje ekologická koželužna a řemeslná dílna.